# CryEngine 2
CryEngine 2 (іноді CryENGINE2) — рушій гри, створений німецькою компанією Crytek та вперше використаний в тривимірному шутері від першої особи Crysis. CryEngine 2 базується на рушії CryEngine, який був створений цією ж компанією у 2002 році та вперше застосований в шутері Far Cry. На момент свого виходу був найпросунутішим технологічно та фотореалістичним рушієм порівняно з конкурентами. «CryEngine 2» є ексклюзивом для персональних комп'ютерів. Рушій повністю комерційний та пропонується для ліцензування іншим компаніям; вартість ліцензії невідома. CryEngine 2 — один з небагатьох для свого часу ігрових рушіїв, який використовував переваги 64-розрядних (64-бітних) операційних систем.

## Ліцензування CryEngine 2

### Історія ліцензування рушія
31 січня 2007 року CryEngine 2 був уперше ліцензований французькій компанії ImagTP, заснованій у 2003 році, котра спеціалізується на архітектурному і міському плануванні і комунікаціях. Мета ліцензування рушія полягає у тому, щоб створити програму, котра дозволить клієнтам точно бачити, якими будуть будівлі або інші структури перед тим, як буде розпочато фактичне будівництво.